# Domenico Bevilacqua
Domenico Bevilacqua (Tagliacozzo, 4 agosto 1912 – Pantelleria, 10 giugno 1943) è stato un militare e aviatore italiano, particolarmente distintosi durante la guerra di Spagna e la seconda guerra mondiale, dove fu decorato con cinque Medaglie d'argento al valor militare e con la Croce al merito di guerra.

## Biografia
Nacque a Tagliacozzo, vicino ad Avezzano, il 4 agosto 1912, figlio di Antonio. Arruolatosi nella Regia Aeronautica, entrò in servizio permanente effettivo con il grado di sottotenente pilota il 31 dicembre 1935. Partecipò alla guerra di Spagna, venendo decorato con una Medaglia d'argento al valor militare. Il 16 marzo 1939 fu promosso tenente. All'atto dell'entrata in guerra del Regno d'Italia, avvenuta il 10 giugno 1940, prestava servizio presso la 78ª Squadriglia, 13º Gruppo, del 2º Stormo Caccia Terrestre, equipaggiata con i Fiat C.R.42 Falco di stanza all'Aeroporto di Tripoli a Castelbenito in Africa Settentrionale Italiana. Il 3 luglio fu trasferito in servizio alla 93ª Squadriglia, 8º Gruppo.
Il 31 ottobre 1940 abbatté due caccia Gloster Gladiator del No. 33 Squadron RAF nell'area di Mersa Matruh.
Nel novembre 1941, in occasione dell'inizio dell'operazione Crusader, il 14 dicembre dall'Italia arrivarono rinforzi, tra cui il 150º Gruppo, equipaggiati con i Aermacchi C.200 Saetta, di cui assunse il comando della 366ª Squadriglia. L'8 gennaio 1942 decollò con il 150º Gruppo, allora al comando del maggiore Antonio Vizzotto, di scorta a 12 Fiat C.R.42AS che dovevano bombardare il campo d'aviazione di Agedabia. La formazione italiana, che comprendeva anche 8 Aermacchi C.202 Folgore della 88ª Squadriglia del 6º Gruppo, impegnò combattimento contro 25 caccia Curtiss P-40 Kittyhawk del No.3 RAAF Squadron e in quella occasione richiese l'abbattimento di due caccia australiani, che gli furono riconosciuti come vittorie in compartecipazione.
Nel luglio 1942 lasciò il comando della 366ª Squadriglia e fu trasferito al 53º Stormo, di cui nel marzo 1943 assunse il comando del 151º Gruppo. Il 10 giugno 1943 decollò alla 19:00 per dirigersi, parte di una formazione di 30 caccia italiani, verso l'isola di Pantelleria. I piloti italiani incontrarono una formazione di bombardieri medi e pesanti nemici scortati da caccia Supermarine Spitfire del 31st Fighter Group e P-40 dell'85th e dell'87th Fighter Squadron del 79th Fighter Group. Nel furibondo combattimento che ne seguì, rimase ucciso in azione. A quell'epoca era decorato con cinque Medaglie d'argento al valor militare, una Croce di guerra al valor militare, una Croce al merito di guerra, con la Medaglia commemorativa della campagna di Spagna e con la Medaglia di benemerenza per i volontari della campagna di Spagna. Una via e una scuola di Tagliacozzo portano il suo nome.

### Annotazioni
1. ↑  La formazione comprendeva sei Bf 109G del 150º Gruppo, otto C.202 del 151º Gruppo, dieci C.202 del 153º Gruppo e sei C.202 del 161º Gruppo.

### Fonti
1. 1 2 3 4 5 6 7 8 9 10  Surfcity.
2. ↑  Mattioli, Holmes 2010, p. 102.
3. 1 2  Terre Marsicane.
4. ↑  Registrato alla Corte dei conti addì 15 giugno 1941, registro n.27 Aeronautica, foglio n.294.
5. ↑  Bollettino Ufficiale 1941, dispensa 23ª, registrato alla Corte dei conti addì 8 febbraio 1942, registro n.15 Aeronautica, foglio n.399.
6. ↑  Bollettino Ufficiale 1943, dispensa 37ª, pag.3043, registrato alla Corte dei conti addì 10 giugno 1946, registro n.8 Aeronautica, foglio n.193.